# Domenico Ventura (allenatore di calcio)
Domenico Ventura (Catania, 29 gennaio 1949) è un allenatore di calcio ed ex calciatore italiano, di ruolo ala.

## Carriera
Cresciuto nella Massiminiana, dove fa parte della prima squadra per tre stagioni in Serie C, nell'ottobre del 1969 passa al Catania venendo promosso nella massima serie a fine stagione.
Esordisce in Serie A il 27 settembre 1970 in Catania-Juventus (0-1). Le presenze a fine campionato saranno due.
Dopo un prestito al Savoia, in Serie C, rientra al Catania in Serie A per pochi mesi, salvo poi tornare alla Massiminiana, nel frattempo retrocessa in Serie D. Quindi fa ritorno al Catania nel 1975, ritrovandosi come riserva per tre campionati, fino al ritiro.